# Tolna vármegye turisztikai látnivalóinak listája

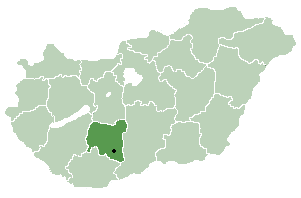
Tolna vármegye

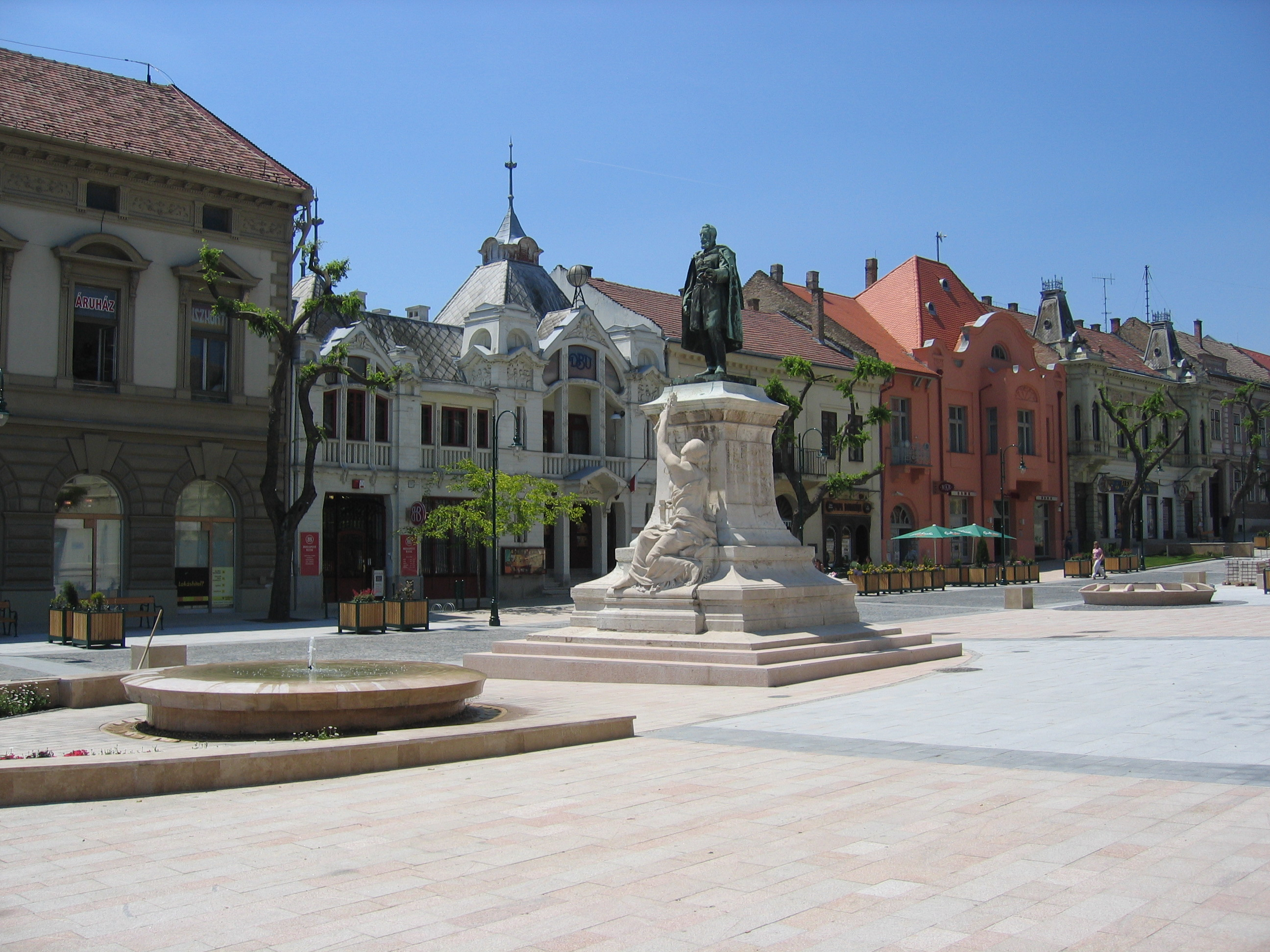
Szekszárd központja, a Garay tér

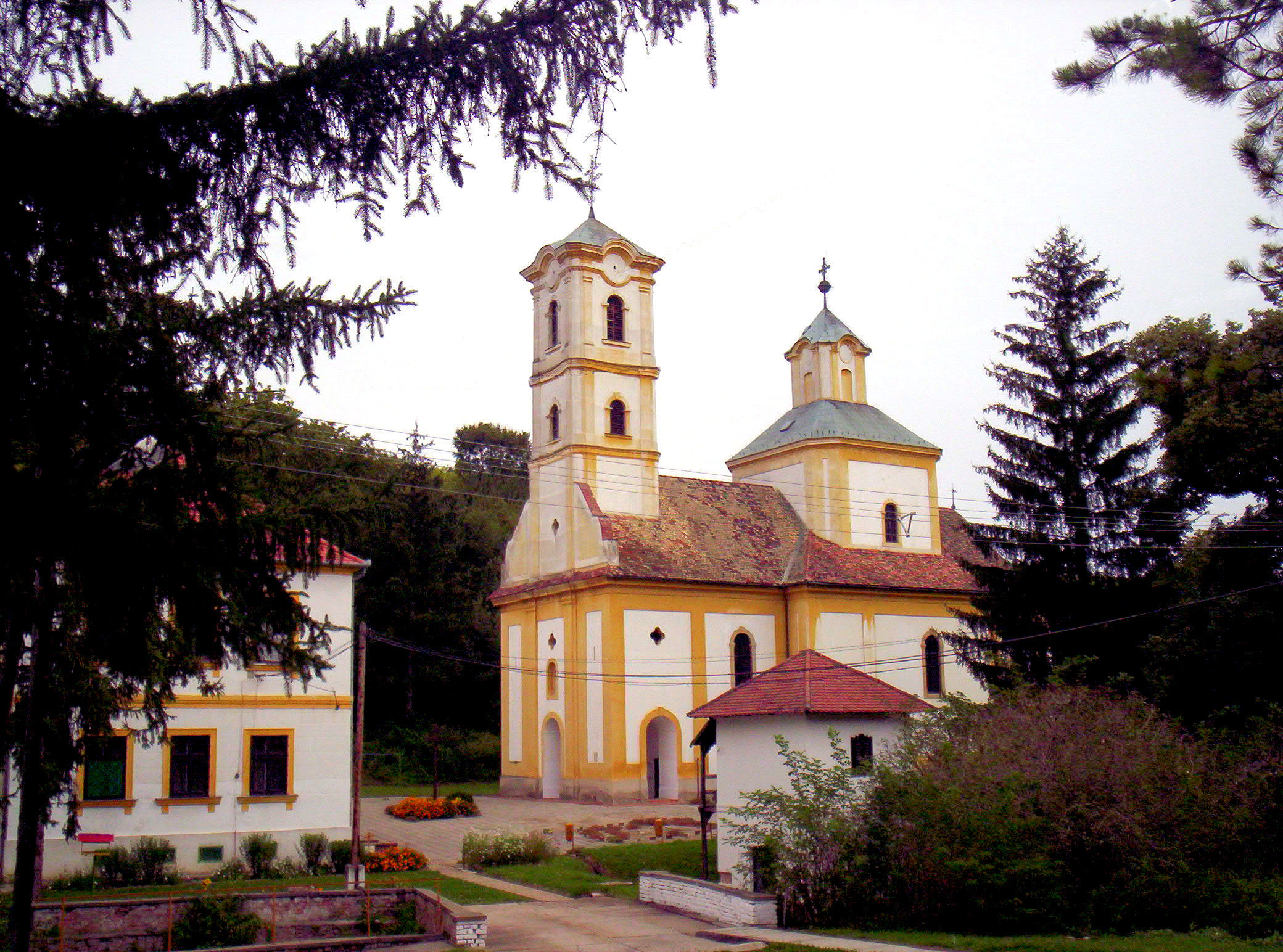
A grábóci szerb templom

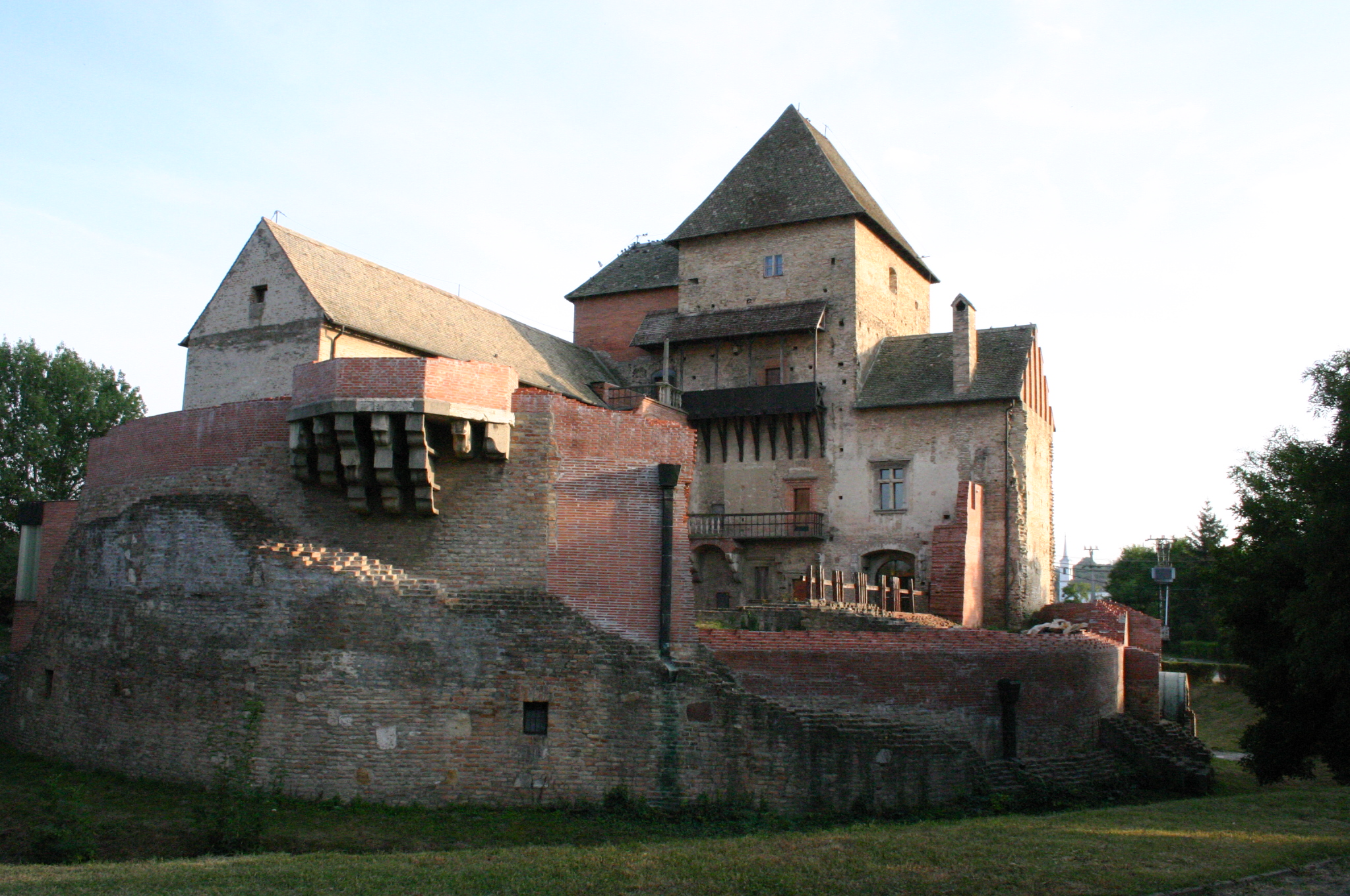
Simontornya vára

Ez a lista Tolna vármegye ismert turisztikai látnivalóit tartalmazza: műemlékek, természeti értékek, programok.
Lásd még:
- Tolna vármegyei múzeumok listája
- Tolna vármegye műemlékeinek listája
- Tolna vármegyei kulturális programok listája

## Szekszárd
- Városközpont
  - Régi vármegyeháza
  - Szentháromság-szobor
- Bati-kereszt kilátó

## Paks
- Ürgemező (természetvédelmi terület)
- Imsósi erdő (ártéri erdő)
- Paksi Atomerőmű Látogatóközpont
- Városközpont („Óváros”)
- Paksi Képtár (az egykori Konzervgyár helyén létrehozott ipari parkban)
- Városi Múzeum (Paks) az egykori Cseh-Vigyázó-kúriában
- Erzsébet Nagyszálloda (1844, rekonstruálva 2010-ben)
- Duna-part: a Dunakorzó, a Vadgesztenyesor (védett százéves fasor)
- Pleisztocén löszfal a rátelepült egykori téglagyárral
- Lussonium ókori római erődítmény maradványai (Paks-Dunakömlőd)
- Vasúti Múzeum (1985–2000), megmaradt belőle az egykori vasútállomás elhanyagolt épülete
- Pákolitz István Városi Könyvtár (egykori zsinagóga, épült 1795-ben)
- Vadászkürtszálló (ma Hangulat Presszónak eufemizált kocsma)
- Sárgödör téri présházsor
- Bazársor (1885)
- Kurcz-kúria (ma tüdőgondozó)
- Egykori városháza (emeletes, eredetileg copf stílusú épület, ma rendelőintézet)
- Szent Rókus és Szent Sebestyén-kápolna (1781)
- Szent Vendel-kápolna (1746)
- Kálvária-kápolna (1815)
- Református templom (1796)
- Daróczy-kúria (ma művészeti iskola)
- Kornis-kúria (ma általános iskola)
- Szeniczey-kúria (19. század eleje – Deák Ferenc unokahúga családjának lakóhelye)
- Evangélikus templom (1884)
- Jézus Szíve katolikus templom (1901)
- Prelátus-ház (1934)
- Katolikus Szentlélek-templom, Makovecz Imre műve (1988)

### A Pakson található szobrok

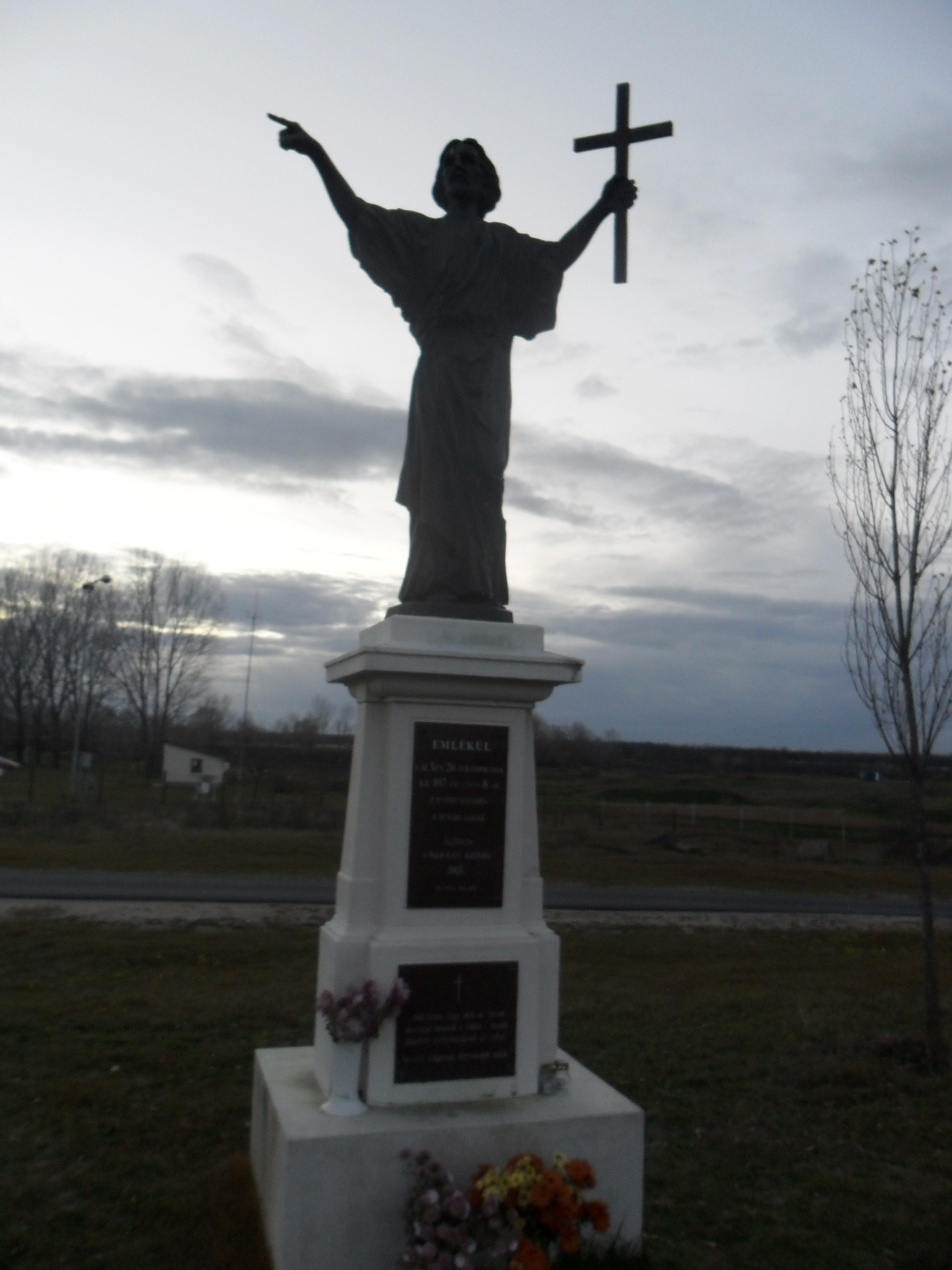
A biskói komptragédia helyszínén, 2000-ben felállított Krisztus-szobor (Farkas Pál alkotása)

- Jámbor Pál szobra (a Szent István téren)
- Anya gyermekével (a Rákóczi utcai, régi egészségügyi központnál, Kutas György alkotása)
- II. világháborús emlékmű (Jézus Szíve templom előtt, Hopp-Halász Károly alkotása)
- Sakkolimpiai Emlékmű (Tulipános lakótelep, Pauer Gyula alkotása, 2000)
- Biskói komptragédia áldozatainak emlékére állított centenáriumi szobor, 1987 (a katolikus öregtemplom mellett), és a tragédia helyszínén álló Krisztus-szobor, Farkas Pál, 2000
- Szentháromság-szobor (a Bezerédj iskola mellett)
- Halas fiú (ivókút az Erzsébet Nagyszálloda mögött, Tóth Emőke alkotása, 1987)
- Deák Ferenc (igazságügy-miniszter) mellszobra (a városháza előtt)
- Pákolitz István mellszobra (a Városi Múzeum (Paks) kertjében)
- Vak Bottyán János mellszobra (a nevét viselő gimnázium főbejáratánál)
- Paksi disputa (az Atomerőmű bejáratánál, Farkas Pál alkotása)
- Szovjet emlékmű (a város északi bejárójánál)

Bővebben itt

### Dombóvár
- Bővebben itt
- Dombóvári Értéktár

## Dunaföldvár
- Ferences templom és kolostor
- Csonka-torony

## Simontornya
- Simontornyai vár
- Katolikus templom és ferences rendház

## Más települések

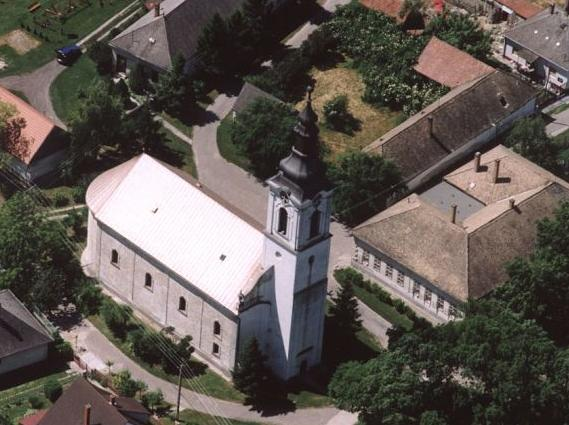
Madocsai református templom

- Gemenci vadrezervátum (Szekszárd-Keselyűs)
- Pörböly – Ökoturisztikai Központ, a gemenci kisvasút egyik végpontja
- Grábóc – Szerb templom és kolostor
- Gyulaj – Dámvadrezervátum
- Lengyel – Apponyi-kastély
- Madocsa – 12. századi bencés apátság nyomán épült mai református templom
- Ozora – Ozorai Pipó vára
- Szálka – Szálkai-tó
- Decs – Mausz-kápolna és a gótikus eredetű Decsi Református Egyházközség temploma
- Tengelic (Katalinpuszta) – Schell-kastély
- Fadd – Duna-holtág, Dombori és Volent-öböl üdülőtelepek

## Turisztikai programok
- Szekszárdi Szüreti Fesztivál

## Túraútvonalak
- Rockenbauer Pál Dél-Dunántúli Kéktúra – Bátaapáti és Szekszárd közötti szakasz található a vármegye területén
- Alföldi Kéktúra – Szekszárd és Baja közötti szakasza halad a vármegye területén
- Borok-vizek-kúriák zöldút